# Nabbøya
Nabbøya är en ö i Antarktis. Norge gör anspråk på området.